# 阿姫
阿姫（くまひめ、文禄4年（1595年） - 寛永9年2月13日（1632年4月2日））は、安土桃山時代から江戸時代前期にかけての女性。土佐藩主山内忠義の正室。

## 来歴
掛川藩主・松平定勝の次女として生まれる。母は奥平貞友の娘「たつ」。
慶長10年（1605年）5月13日、伏見において伯父徳川家康の養女となり、忠義に嫁いだ。このとき家康より化粧料として豊後国玖珠郡山田郷内に1千石を賜っている。
夫との間に忠豊、忠直、喜与姫（松下長綱正室）の2男1女を儲けた。
寛永9年2月13日（1632年4月2日）、38歳で死去し、深川霊巌寺に葬られた。法名は光照院殿泰誉皓月大姉。

## 補註
1. ↑  甲斐素純「土佐山内家化粧料千石と粟野村庄屋森家について」『大分縣地方史』第181巻、大分県地方史研究会、2001年3月、42-58頁、CRID 1050845762583710080。